# شلوار کوتاه

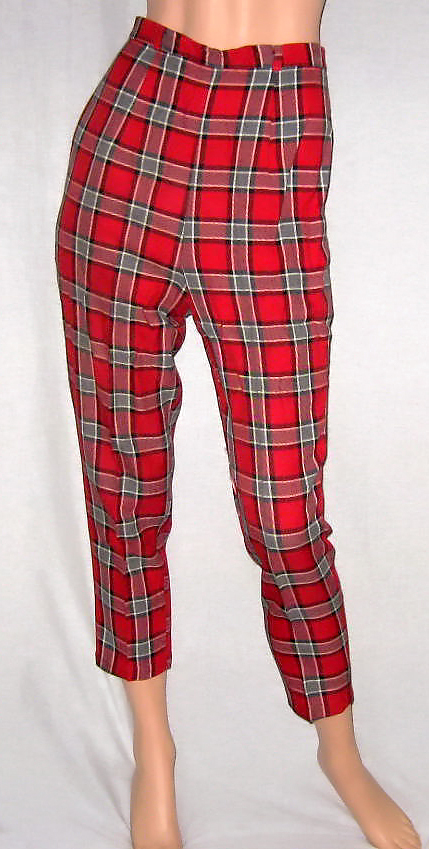
یک شلوار کوتاه شطرنجی

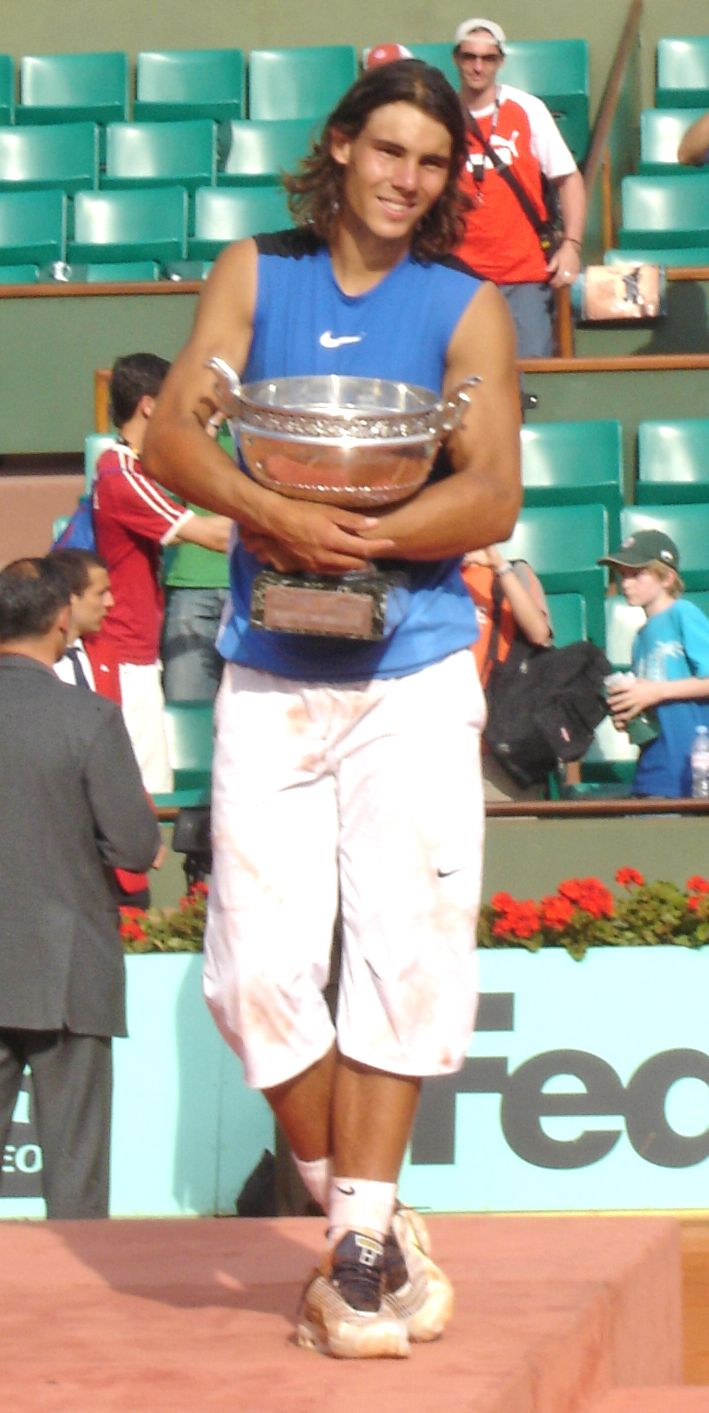
رافائل نادال تنیس باز اسپانیایی که شلوار کوتاه پوشیده است

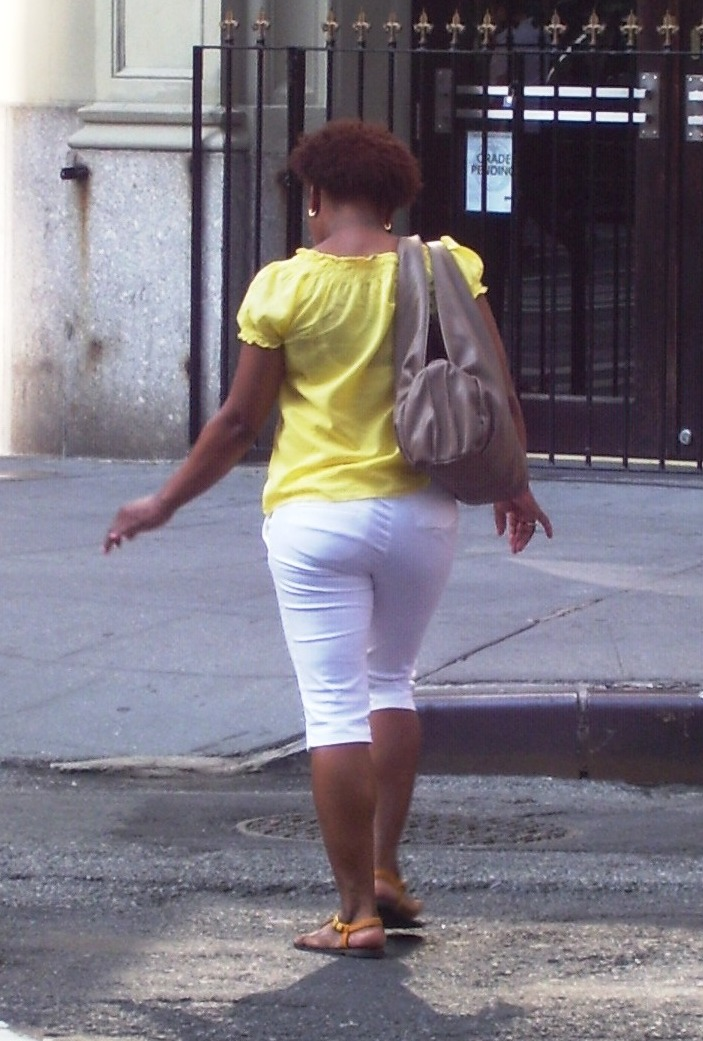
یک زن که شلوار کوتاه پوشیده است (منهتن, ۲۰۱۱)

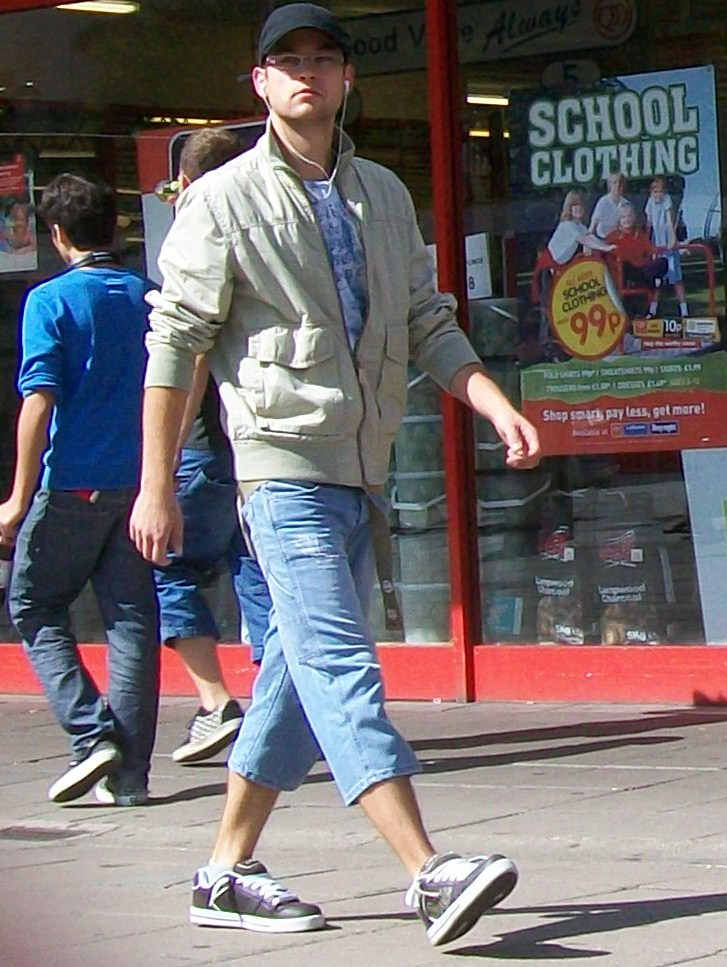
یک مرد که شلوار کوتاه جین پوشیده است (استیونج, ۲۰۰۹)

شلوار کوتاه یا شلوار کاپری نوعی شلوار است که از شلوارک بلندتر ولی از شلوار معمولی کوتاهتر است. انتهای آن بین زانو و ساق پا یا مچ پا است. در بسیاری از کشورها به خصوص در ایالات متحده و اروپا و آمریکای لاتین و آسیا این نوع شلوار محبوب است.

## تاریخچه
شلوار کوتاه در سال ۱۹۴۸ توسط طراح مد سونیا د لنارت معرفی شد. نام شلوار کاپری از نام جزیره کاپری در ایتالیا گرفته شده‌است، چون این شلوار در آنجا در اواخر دهه ۱۹۴۰ از سوی امیلیو پوچی در بوتیک اش فروخته می‌شد. در دههٔ ۱۹۵۰ این طرح در سواحل کالیفرنیای آمریکا محبوبیت یافت.